# Kim Sae-ron
Kim Sae-ron (coreà: 김새론)  (Seül, 31 de juliol de 2000 - Seül, 16 de febrer de 2025) va ser una actriu sud-coreana. Va començar la seva carrera l'any 2001, debutant com a model infantil. A nou anys, va començar la seva trajectòria com a actriu i es va fer popular a través de les pel·lícules Yeohaengja (2009) i Ajeossi (2010).
Quan Kim va arribar a la seva adolescència, va ser seleccionada per a més papers principals, sobretot a la pel·lícula Dohui-ya (2014). També va protagonitzar sèries de televisió, com Nae Ma-eumi Deulrini? (2011), Yeowangui Kyosil (2013) i Hai seukool (2014). El seu primer paper principal d'adulta va ser al drama de televisió Manyeobogam (2016).
Kim va començar a assistir a l'Escola d'Arts Escèniques de Seül. El 2018, va ser admesa al Departament d'Arts Escèniques i Estudis Cinematogràfics de la Universitat Chung-Ang.